# هاروكا آبي
هاروكا آبي (باليابانية: 安部春香) هي ممثلة يابانية، ولدت في 8 يناير 1985 في Nerima ‏ في اليابان.

## أعمال

### أفلام
- (2013) 47 رونين

## وصلات خارجية
- الموقع الرسمي
- هاروكا آبي على موقع IMDb (الإنجليزية)
- هاروكا آبي على موقع قاعدة بيانات الفيلم (الإنجليزية)